# Licas (fill d'Arcesialu)
Licas (en llatí Lichas, en grec antic Λίχας) fill d'Arcesilau fou un espartà que va ser proxenos de l'estat d'Argos.
Era un dels ambaixadors que va demanar als argius la renovació de la treva entre Esparta i Argos que expirava llavors, el 422 aC, però sense èxit, segons Tucídides.
El 420 aC després que Elis va excloure a Esparta dels Jocs olímpics amb l'acusació d'haver trencat la treva sagrada al conquerir Lepreon, Licas va enviar un carro a competir als jocs en nom de Beòcia, però quan va obtenir la victòria es va desplaçar a Elis per coronar als guanyadors per demostrar que era ell qui havia obtingut el triomf. Per això va ser colpejat públicament pel ῥαβδοῦχος ("rabdouchos", portador de la vara, jutge dels jocs) i Esparta no va perdonar l'insult, encara que no en va fer manifestació pública, segons Tucídides i Xenofont.
El 418 aC va aconseguir fer la pau amb Argos després de la batalla de Mantinea. El 412 aC va ser un dels onze comissionats enviats a investigar la conducta d'Astíoc l'almirall espartà, i va ser el més audaç dels que va protestar pels tractats signats amb Pèrsia per Calcideu i Terímenes, especialment la clàusula per la que es reconeixien els drets de Pèrsia a tots els territoris que havien estat possessió dels reis perses antigament.
El 411 aC va desaprovar la revolta dels milesis contra Pèrsia per l'expulsió de la guarnició persa de Milet, ja que creia que s'havien de mantenir bones relacions amb els perses mentre durés la guerra amb Atenes. Va morir algun temps després precisament a Milet i els habitants de la ciutat, que li tenien molt d'odi, no el van deixar enterrar adequadament.
Tant Xenofont com Plutarc l'alaben per la seva hospitalitat famosa a tota Grècia, sobretot durant la Gimnopèdia, on acollia sense demanar res a canvi als desconeguts.